# Ford
Ford Motor Company (conosciuta più come Ford) è una casa automobilistica statunitense, fondata da Henry Ford a Dearborn (Michigan) il 16 giugno 1903.
Le autovetture sono il prodotto principale del gruppo. In più di un secolo di attività sono stati prodotti all'incirca 170 modelli e alcuni di essi sono stati prodotti in più generazioni, come nel caso della Ford Fiesta.
È nota per aver utilizzato per la prima volta la catena di montaggio e il nastro trasportatore, in seguito adottati da numerose altre aziende e tuttora usati nelle industrie moderne; tale fenomeno venne indicato come fordismo. Nel 1929, in seguito all'acquisizione dell'80% della tedesca Opel da parte del concorrente General Motors, Ford pianificò l'apertura di uno stabilimento a Colonia.
Nel corso del Novecento la casa dell'ovale blu si espanse in tutto il mondo aprendo filiali in Regno Unito, Germania, Asia, Sudamerica e Africa. Inoltre acquistò altri marchi automobilistici quali Land Rover, Jaguar, Aston Martin, Volvo e circa il 33% delle quote di Mazda. Negli anni '60 le due filiali europee si unirono formando la Ford Europe con sede in Germania.
In seguito alle crisi economiche internazionali del nuovo millennio, la Ford registrò delle gravi perdite, tanto che fu costretta a vendere tutte le case automobilistiche acquistate in precedenza e a tagliare numerosi posti di lavoro, come imposto dal piano industriale The Way Forward. Il gruppo è così composto solamente dai marchi Ford e Lincoln. Tuttavia, durante la crisi finanziaria nata nel 2008, fu anche l'unica industria automobilistica statunitense a non chiedere prestiti al governo statunitense.
A partire dal 2009, la società tornò in attivo con un utile netto di 2,7 miliardi di dollari, che divenne di 7,149 miliardi l'anno successivo.

## Storia

### I primi anni

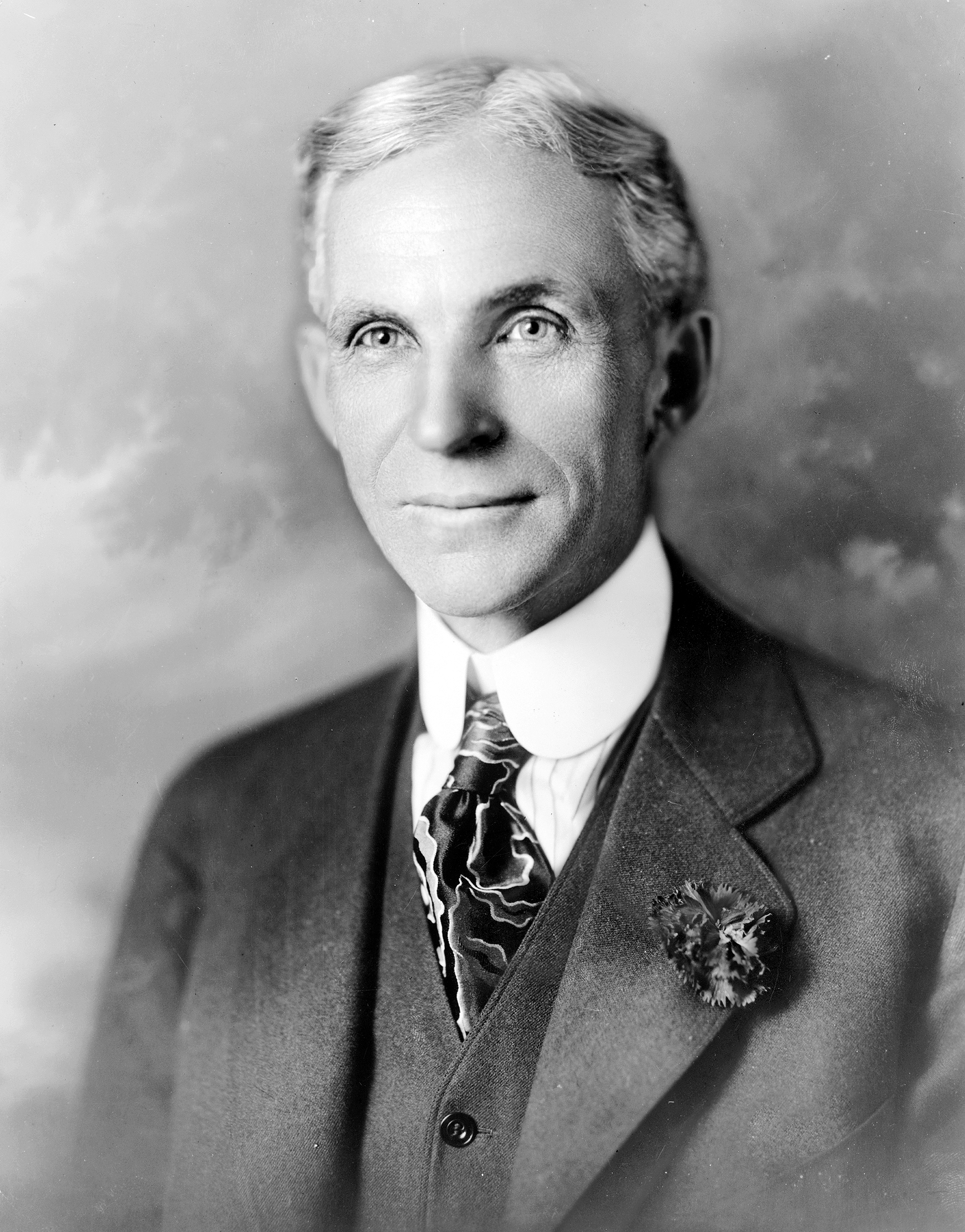
Il fondatore Henry Ford

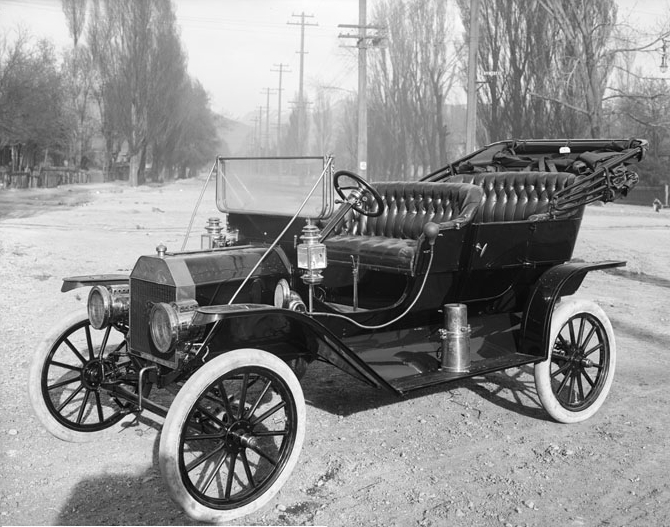
Ford Modello T, introdotta nel 1908, fotografata a Salt Lake City

La Ford venne fondata a Dearborn il 16 giugno 1903 con 28.000 $ provenienti da dodici investitori, tra i quali il quarantenne Henry Ford e i fratelli John Francis e Horace Elgin Dodge (che fondarono qualche anno dopo anche la Dodge Brothers Motor Vehicle Company). Durante i primi anni la compagnia produsse solamente qualche auto al giorno, all'interno di un vecchio stabilimento sulla Mack Avenue a Detroit nel Michigan. Gruppi di due o tre operai lavoravano su ciascuna macchina montando componenti realizzati da altre aziende. Successivamente, la casa dell'ovale blu si distinse per l'introduzione di nuove forme di organizzazione del lavoro (catena di montaggio), di meccanizzazione (nastro trasportatore), lavoratori ben pagati e prodotti buoni a basso costo: una filosofia produttiva che prese il nome di fordismo. Grazie a queste innovazioni, la Ford riuscì a produrre, dal 1908 al 1927, la "Model T" in oltre 15 milioni di esemplari. Su questa vettura, venne anche prodotto il primo autocarro della compagnia, ovvero il Model TT.

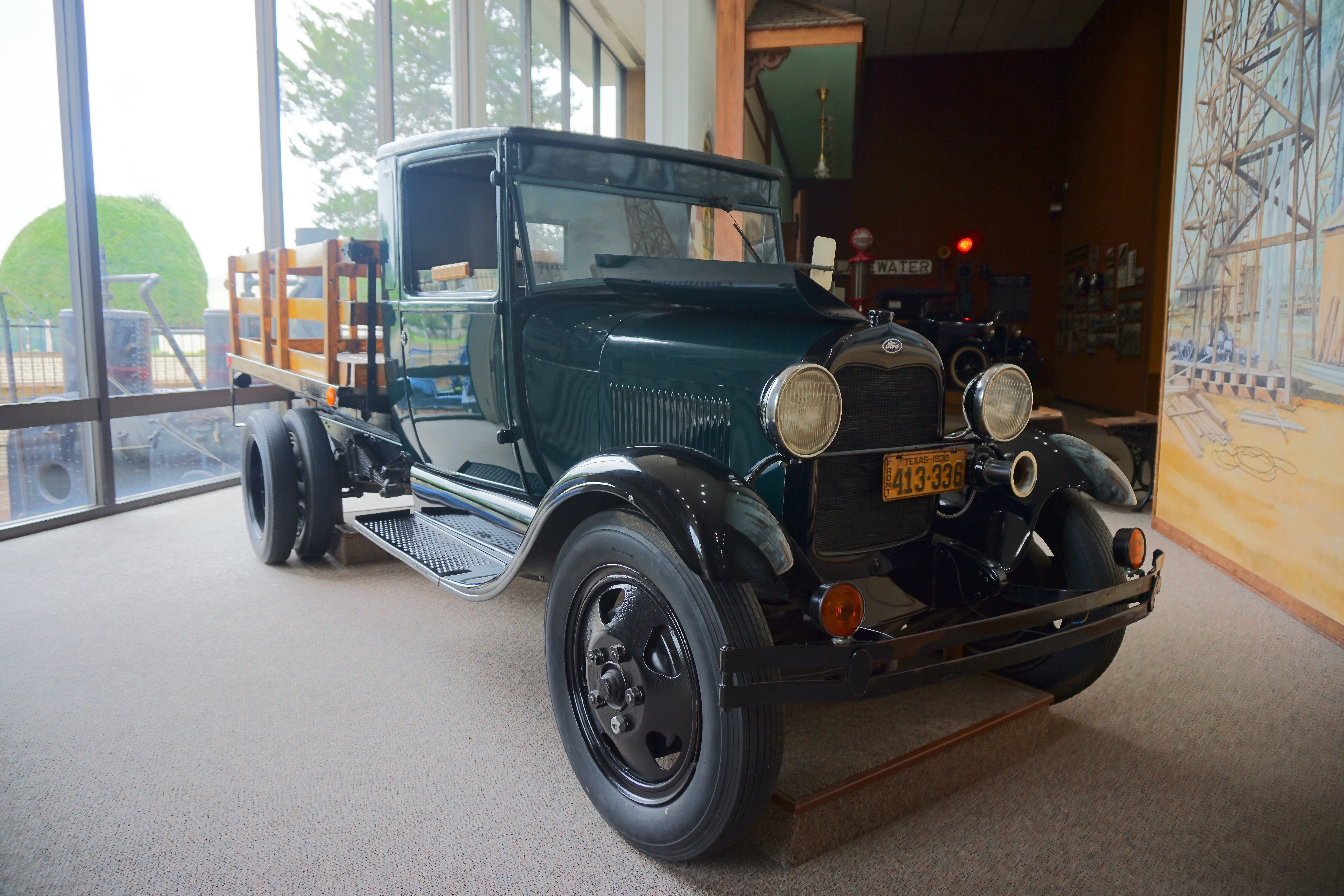
Ford Model AA pick-up (basato sul Model A) esposto a Kilgore

Nel 1927, Ford introdusse il Model A, la prima auto con il parabrezza realizzato in vetro laminato, un tipo di vetro che non si disperde in tanti pezzi quando subisce un urto violento, riducendo le lesioni in un incidente. Nel 1932 Ford lanciò il Model B, la prima auto a basso prezzo dotata di un motore V8 Flathead.
Nel 1929, Ford ricevette un contratto dal governo dell'Unione Sovietica per creare lo stabilimento automobilistico di Gorky in Russia producendo inizialmente Ford Modello A e AA, svolgendo così un ruolo importante nell'industrializzazione di quel paese e di conseguenza nello sforzo bellico sovietico durante la II guerra mondiale.
A tal fine, nel 1944, Stalin scrisse una lettera alla Camera di Commercio degli Stati Uniti affermando che Henry Ford era "uno dei più grandi industriali del mondo".

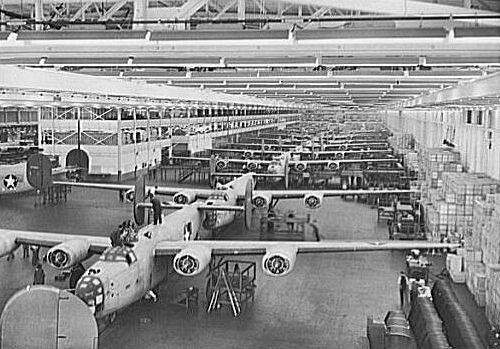
Bombardieri B-24 Liberator prodotti in serie nello stabilimento di assemblaggio Ford Willow Run, 1944

Durante la seconda guerra mondiale, il Dipartimento della Guerra degli Stati Uniti scelse Ford per la produzione in serie del bombardiere Consolidated B-24 Liberator nello stabilimento di assemblaggio di Willow Run.
Ford offrì il pacchetto di sicurezza Lifeguard del 1956, che includeva innovazioni come un volante standard a piatto profondo, anteriore opzionale e, per la prima volta in un'auto, cinture di sicurezza posteriori e un cruscotto imbottito opzionale.
Alla fine del 1955, Ford fondò la divisione Continental come divisione separata di auto di lusso. Questa divisione era responsabile della produzione e della vendita del famoso Continental Mark II. Allo stesso tempo, fu creata la divisione Edsel per progettare e commercializzare quell'auto a partire dall'anno modello 1958.

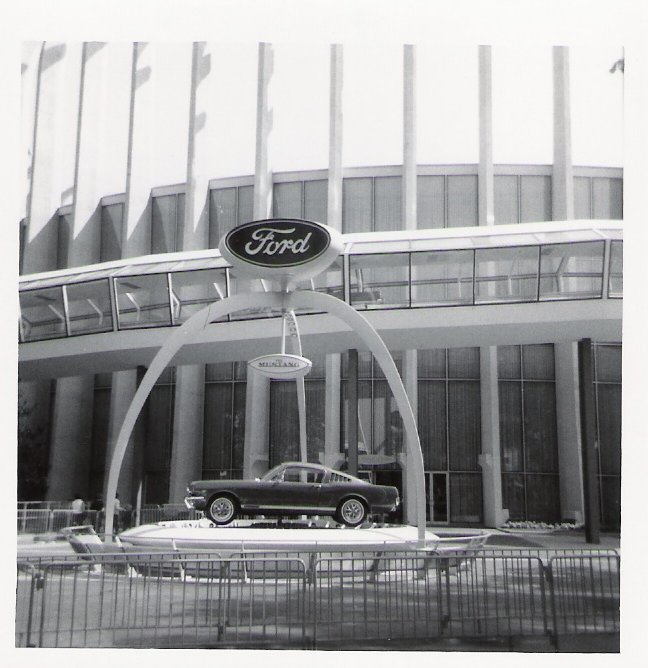
La presentazione della Ford Mustang alla Fiera Mondiale di New York del 1964.

La Ford Mustang fu presentata il 17 aprile 1964, durante la Fiera mondiale di New York del 1964, dove Ford fece realizzare un padiglione dalla Walt Disney Company. Nel 1965, Ford introdusse la spia di promemoria della cintura di sicurezza.

### Dal dopoguerra
Con gli anni '80, Ford introdusse diversi veicoli di grande successo in tutto il mondo. Durante gli anni '80, Ford iniziò a utilizzare lo slogan pubblicitario: "Hai guidato una Ford, ultimamente?" per presentare il proprio marchio a nuovi clienti e far apparire i propri veicoli più moderni. Nel 1990 e nel 1994, rispettivamente, Ford acquisì anche Jaguar Cars e Aston Martin.
Durante la metà degli anni novanta, la Ford vendette numerosi veicoli grazie al boom dell'economia americana dovuta a titoli azionari in vetta e ai bassi costi della benzina. Con l'alba del nuovo secolo, l'aumento del costo della vita e i prezzi maggiori del petrolio portarono ad un grave calo dei profitti.
Per far fronte al calo delle vendite nel settore dei SUV e dei Pick-Up, Ford introdusse una nuova serie di auto chiamate "Crossover SUV" costruite su piattaforme condivisibili fra loro. A livello ecologico, vennero sviluppati nuovi motori ad alta efficienza e funzionanti con carburanti alternativi, ad esempio l'Escape Hybrid e la Fusion Hybrid.

### Anni 2000
In seguito alle perdite del 2005, verso la fine dell'anno il Presidente Bill Ford chiese a Mark Fields (Presidente di Ford Americas Division) di sviluppare un piano per riportare la compagnia in profitto. The Way Forward venne reso noto al pubblico il 23 gennaio del 2006 e presentava un ridimensionamento della compagnia, l'eliminazione dei modelli inefficienti, il consolidamento delle linee di produzione, la chiusura di 14 fabbriche e il taglio di 30.000 posti di lavoro. Nel secondo quadrimestre del 2007, Ford sorprese Wall Street segnando un profitto di 750 milioni di dollari, fatto ampiamente dovuto alla vendita di Aston Martin e al taglio dei costi. Alla fine del 2007, dopo 56 anni, la Ford scese al terzo posto come costruttore mondiale al di sotto di General Motors e Toyota. Nello stesso periodo trapelarono delle notizie che avrebbero visto la Ford contrattare con TATA Motor Company per la vendita di Jaguar e Land Rover alla cifra di 1,98 miliardi di dollari. Il 26 marzo 2008 le agenzie di stampa confermarono tali notizie. Nonostante tutto, la casa riportò la più grande perdita annuale della sua storia nel 2008 complice la crisi economica mondiale; il bilancio andò in passivo di 14,7 miliardi di dollari. Sempre nello stesso anno venne ridimensionata la partecipazione azionaria nella Mazda, passata da quasi un terzo del capitale a meno del 15%. Alla fine del 2009 la Ford tornò in attivo per una cifra di 2,699 miliardi di dollari.
Durante le udienze del Congresso tenutesi nel novembre 2008 a Washington DC, Alan Mulally di Ford ha dichiarato che "Noi di Ford speriamo di avere abbastanza liquidità. Ma dobbiamo anche prepararci alla prospettiva di un ulteriore deterioramento delle condizioni economiche". Ha continuato affermando che "Il crollo di uno dei nostri concorrenti avrebbe un grave impatto su Ford" e che Ford Motor Company ha sostenuto sia Chrysler che General Motors nella loro ricerca di prestiti ponte governativi a fronte delle condizioni causate dalla crisi finanziaria del 2008.

### Anni 2010
Il 28 marzo 2010 venne ceduta anche una quota pari al 37% della svedese Volvo alla cinese Geely per 1,8 miliardi di dollari. Infine, anche la Mercury venne chiusa nell'ultimo trimestre del 2010. Il marchio era stato fondato nel 1939 da Edsel Ford, figlio di Henry, con l'obiettivo di produrre veicoli di media qualità, che si potessero collocare fra quelli lussuosi prodotti dalla Lincoln e quelli generalisti prodotti dall'ovale blu. Al giorno d'oggi, il Gruppo Ford è composto soltanto dall'omonima casa e dalla Lincoln. Nonostante le forti perdite, la casa di Dearborn fu l'unica industria automobilistica statunitense a non chiedere prestiti al governo USA e a continuare a investire nella realizzazione di nuovi modelli e tecnologie.
Nell'aprile 2016, Ford ha annunciato un piano per modernizzare i campus tecnici e centrali di Dearborn attraverso un progetto di costruzione decennale. Il risultato vedrebbe raddoppiare il numero dei dipendenti Ford che lavorano in queste aree, arrivando a 24.000.
Sempre nel 2017, Ford ha iniziato lo sviluppo di un nuovo campus urbano ad uso misto nel quartiere Corktown di Detroit, con l'acquisto, la ristrutturazione e l'occupazione di The Factory at Michigan e Rosa Parks. Si prevedeva che il nuovo sito fosse incentrato principalmente sullo sviluppo della tecnologia dei veicoli autonomi e dei veicoli elettrici.
Nel marzo 2022, Ford ha annunciato che avrebbe ristrutturato l'azienda in tre divisioni separate. Ford Model E si concentrerà sui veicoli elettrici; Ford Blue si concentrerà sui veicoli a combustione interna; e la divisione commerciale esistente verrà rinominata Ford Pro, per concentrarsi sulla distribuzione e sull'assistenza dei veicoli. Nell'agosto 2022, Ford ha annunciato di aver pianificato il licenziamento di circa 3.000 dipendenti e lavoratori a contratto, confermando quanto riportato in precedenza.
Nel febbraio 2023, Ford ha annunciato che avrebbe tagliato 3.800 posti di lavoro in tutta Europa, concentrandosi principalmente sulla forza lavoro tedesca e britannica. Secondo il capo della Ford Germania, Martin Sander, Ford taglierà 2.300 posti di lavoro in Germania, 1.300 nel Regno Unito e altri 200 nel resto d'Europa.

## Mercati globali

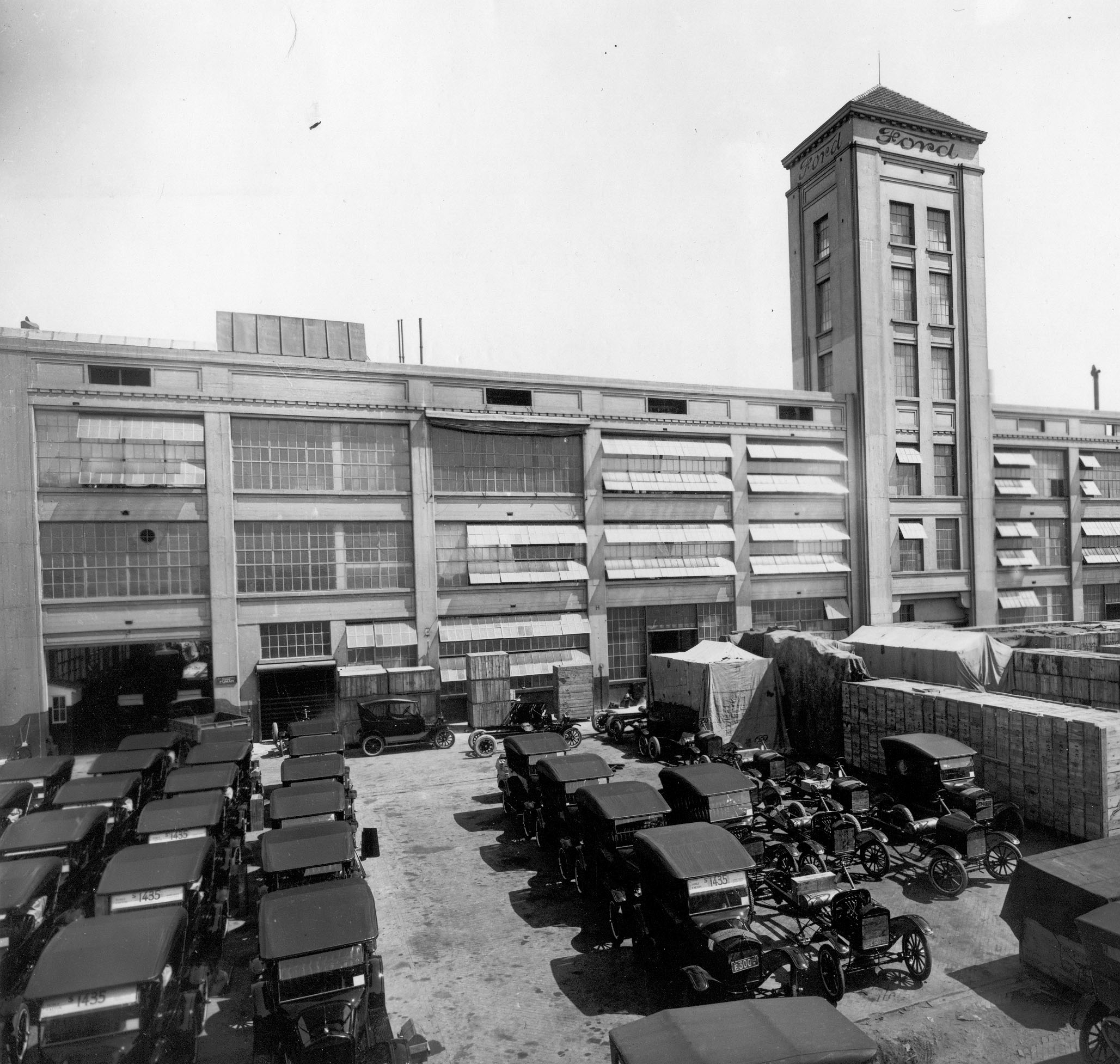
Impianto di assemblaggio di veicoli in La Boca, c. 1921.

Per sostenere l'espansione mondiale dell'azienda, vennero istituite nel tempo numerose filiali come Ford Europe, Ford Australia, Ford India e Ford China.
Nel 1958 introdusse un nuovo marchio, Edsel, ma le scarse vendite portarono alla sua fine avvenuta nel 1960. Più tardi, nel 1985 nacque Merkur, ma anch'esso ebbe fine pochi anni dopo, nel 1989.
Inizialmente, i modelli venduti fuori dagli Stati Uniti erano essenzialmente gli stessi del mercato madre, ma successivamente vennero realizzati modelli specifici per soddisfare meglio le esigenze dei singoli mercati. Le world car spesso riscossero scarso successo, ad esempio con la prima Mondeo le vendite furono modeste in America, mentre con la Taurus le vendite furono poche in Giappone e Australia, anche se le vetture erano dotate di guida a destra. La piccola europea Ka, che riscosse un ottimo successo nel suo mercato, non fece molte vendite in Giappone. La Mondeo venne ritirata dal listino da Ford Australia, perché il segmento in cui era stata posizionata era in declino, dato che gli acquirenti preferivano la Falcon, di dimensioni più grandi. Un'eccezione fu la Focus che vendette bene sia in USA che in Europa.
Al giorno d'oggi, Ford possiede i propri stabilimenti in tutto il mondo, più precisamente in Canada, Messico, Regno Unito, Germania, Spagna, Turchia, Brasile, Argentina, Australia, Cina, Sudafrica e altre nazioni. Le operazioni non-manifatturiere sono gestite dalla divisione Ford Motor Credit Company, che si occupa degli aspetti finanziari legati alla vendita delle vetture.

### Europa

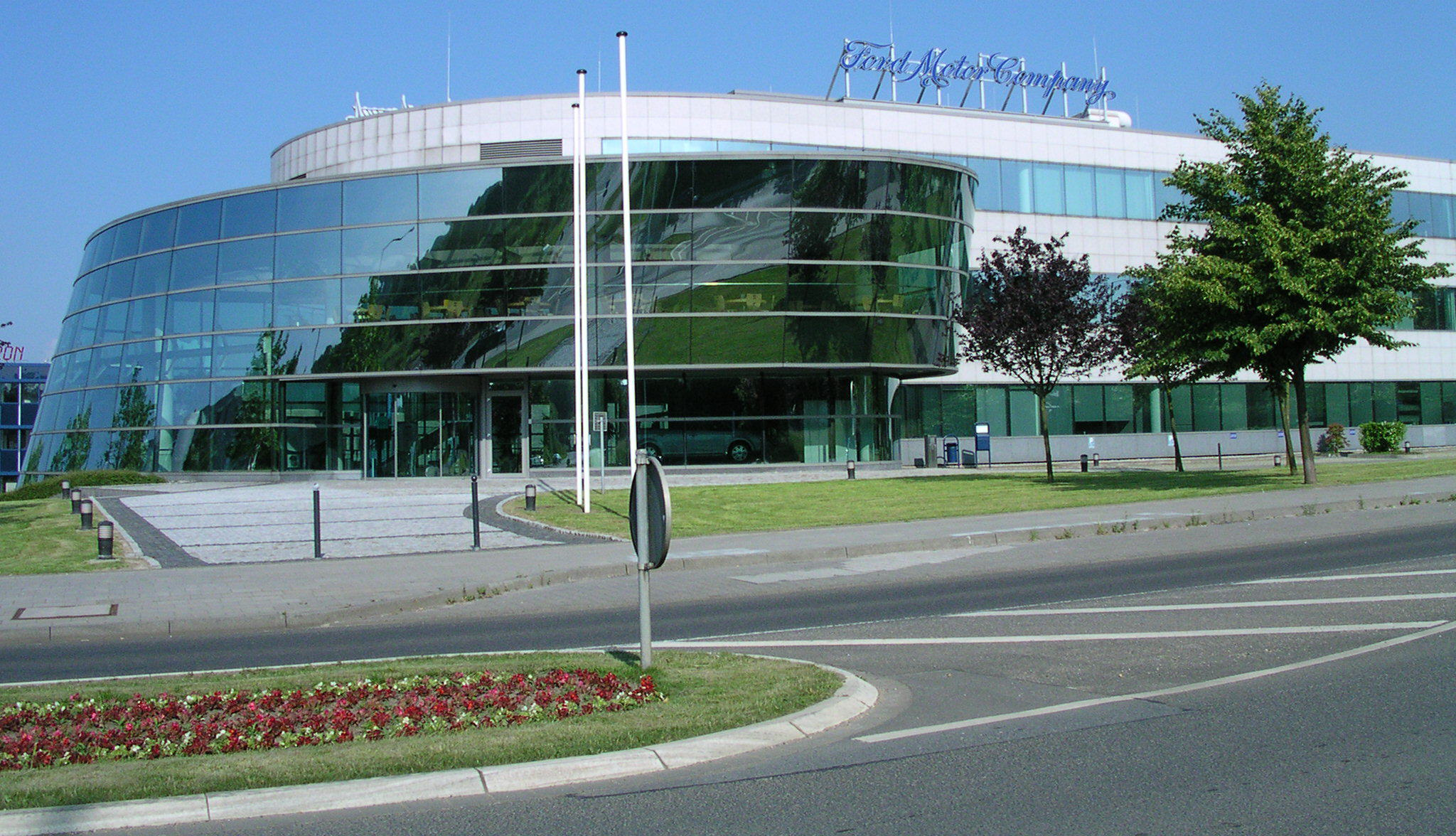
Centro di ricerca ad Aquisgrana, Germania

Per quanto riguarda l'Europa, vennero costruiti in Francia, in Germania e nel Regno Unito modelli differenti fino agli anni sessanta, fin quando la Taunus e la Cortina divennero identiche, prodotte rispettivamente con guida a sinistra e con guida a destra. Successivamente, anche la Escort e la Capri diventarono comuni a entrambe le compagnie. La razionalizzazione delle linee di produzione significò lo spostamento della costruzione di alcuni modelli inglesi in altri stabilimenti europei, come quelli del Belgio, della Spagna e della Germania, con conseguente chiusura di alcuni impianti. Ultimo segno di unificazione fu l'arrivo della Sierra, berlina di segmento D, che rimpiazzò la Taunus e la Cortina nel 1982.
In Asia, i modelli europei non avevano un prezzo competitivo come quelli giapponesi. La vettura che in Europa ha riscosso maggior successo, sia per quanto riguarda il numero di generazioni prodotte, sia per le vendite, è stata la Fiesta, vettura di segmento B.
Nel febbraio 2002 si fermò completamente la produzione di vetture nel Regno Unito; fu la prima volta in 90 anni che le Ford non vennero più costruite in Gran Bretagna, anche se al giorno d'oggi persistono ancora la costruzione del furgone Transit nello stabilimento di Southampton, dei motori a Bridgend e Dagenham e delle trasmissioni a Halewood.
Nel 2011 la gamma di veicoli europei è formata da Ford Ka, Fiesta, Fusion, Focus, C-Max, Mondeo, S-Max, B-Max, Kuga, Ranger, Transit e Courier, mentre la loro produzione avviene negli stabilimenti di Colonia e Saarlouis in Germania, Valencia in Spagna, Tychy in Polonia e Vsevolozhsk in Russia.
Nel 2015 la gamma di veicoli si è arricchita con la Mustang direttamente prodotta negli Stati Uniti, la gamma Vignale (Mondeo) e la supercar Ford GT.
Successivamente dagli Stati Uniti sono arrivati il crossover di grandi dimensioni Ford Edge (2017) e il SUV Ford Explorer (2020) il quale, tuttavia, era già da anni disponibile per il solo mercato russo.
Nell'aprile 2019 la Ford ha annunciato che avrebbe riutilizzato il nome Puma per chiamare un nuovo crossover compatto sul mercato europeo. In precedenza, infatti, la Ford Puma era una coupé sportiva prodotta dal 1997 al 2002, commercializzata anch'essa per il solo mercato europeo.
L'auto è stata svelata il 26 giugno 2019 a Düsseldorf nel corso di una anteprima riservata solo alla stampa, per poi essere presentata al pubblico durante il salone dell'automobile di Francoforte nel settembre 2019.
La Puma è basata sulla stessa piattaforma della Ford Fiesta VII, condividendo l'impostazione meccanica tuttoavanti e la carrozzeria a due volumi con 5 porte e 5 posti.
Ford Motor Company è membro dell'Istituto europeo per le norme di telecomunicazione (ETSI).

### America del Sud
In Sud America la Ford dovette confrontarsi con i governi protezionisti, con il risultato di aver costruito nel tempo modelli diversi per ogni nazione, ma senza la possibilità di averli realizzati condividendo le parti meccaniche. In molti casi, i nuovi veicoli erano in realtà basati su modelli costruiti in precedenza dalle fabbriche neo-acquisite. Ad esempio la Corcel e la Del Rey brasiliane erano basate su veicoli Renault.
Nel 1987 unì le forze in Brasile e Argentina con Volkswagen per formare una compagnia chiamata Autolatina; le vendite furono però poco profittevoli e la società venne dissolta nel 1995.
Con l'avvento di Mercosur, il mercato regionale comune, la casa statunitense fu finalmente libera di poter costruire i suoi veicoli nelle catene di montaggio condividendo le parti meccaniche. Di conseguenza, la Fiesta e la EcoSport vennero costruite solo in Brasile, mentre la Focus solo in Argentina.

### Asia e Pacifico
In Nuova Zelanda e Australia la Falcon venne posizionata come auto di medie dimensioni per la famiglia, mentre in Europa, essendo molto più grande della Mondeo, fu la più grande Ford mai venduta. Tra il 1960 e il 1972, la Falcon venne costruita sulla base di un modello statunitense con lo stesso nome, ma da quel periodo in poi venne completamente disegnata e prodotta in Australia (e occasionalmente in Nuova Zelanda). La Falcon possiede la trazione posteriore esattamente come le concorrenti della General Motors, tipo la Holden Commodore. Attualmente, versioni ad alte prestazioni possiedono motori con oltre 367 cv e vengono occasionalmente vendute in Australia dalla divisione Ford Performance Vehicles (FPV). Sempre in questa regione, la Commodore e la Falcon hanno sempre vinto sulla concorrenza e attualmente ricoprono il 20% dell'intero mercato dell'automobile. Negli anni 2000 sono state eliminate dal listino la Fairlane e le gamme LTD.
La presenza della Ford in Asia è sempre stata piuttosto esigua. Tuttavia, con l'acquisizione di una quota della giapponese Mazda nel 1979, incominciò a vendere le Mazda Familia e Capella (anche conosciute come 323 e 626) con i nomi Ford Laser e Telstar. La prima fu uno dei modelli di maggior successo venduti in Asia e fu prodotta nello stabilimento di Homebush dal 1981 fino alla chiusura dello stesso nel 1994. La Laser venne anche costruita in Messico e venduta negli U.S.A come Mercury Tracer.
Grazie alle quote in Mazda, Ford ottenne anche uno stabilimento sud coreano della Kia Motors che costruì la Festiva dal 1988 al 1993 e la Aspire dal 1994 al 1997 (quest'ultima venne poi esportata anche negli Stati Uniti). In seguito l'impianto fu venduto al nuovo gruppo composto da Kia e Hyundai, mentre l'Aspire continuò ad essere prodotta come Kia Avella, successivamente sostituita dalla Rio.
Ford ha anche una joint-venture con la Lio Ho a Taiwan, la quale assembla i suoi modelli fin dagli anni '70.
La divisione indiana iniziò la produzione della Escort nel 1998 per poi sostituirla con l'Ikon nel 2001. Successivamente vennero aggiunte alla produzione la Fusion, la Fiesta, la Mondeo e l'Endeavour.

### Africa e Medio Oriente
In Africa, la presenza della Ford è sempre stata più forte in Sud Africa e nei paesi confinanti, dove inizialmente vennero venduti solamente autocarri e mezzi da lavoro. In Sud Africa incominciò ad importare componenti dal Canada per poi assemblare le vetture nello stabilimento di Port Elizabeth. Dopodiché realizzò versioni locali della Cortina, inclusa la versione XR6 motorizzata con un 3.0 V6, e la versione pick-up, che venne anche esportata nel Regno Unito.
Nella metà degli anni ottanta cominciò a competere con la South African Motor Corporation (Samcor), di proprietà inglese e, seguendo la condanna internazionale contro l'apartheid, la casa americana si ritirò dal Sud Africa nel 1988, vendendo le sue proprietà africane alla Samcor stessa che iniziò ad assemblare anche le Mazda, rimpiazzando auto come Escort e Sierra con le Laser e Telstar.
Ford acquistò il 45% delle azioni Samcor dopo la fine dell'apartheid nel 1994, effettuando successivamente una scalata fino ad ottenere la maggioranza delle azioni trasformandola in una sua divisione. Oggi vende una versione locale della Fiesta berlina (costruita anche in India e Messico), Focus e Mondeo. La Falcon venne ritirata dal mercato nel 2003.
La presenza nel Medio Oriente è sempre stata molto piccola, per via dei boicottaggi degli Arabi nei confronti delle compagnie occidentali e che intrattengono rapporti con Israele. Attualmente i veicoli Ford e Lincoln sono commercializzati in dieci nazioni della regione araba: Arabia Saudita e Kuwait sono i mercati più grandi.
Ford si stabilì anche in Egitto nel 1926, ma dovette fronteggiare negli anni '50 la forte ostilità dell'ambiente nazionalista.

## Veicoli

### Autocarri
La Ford iniziò la produzione di autocarri nel 1908 con il Modello TT; alcuni rami produttivi della rete vennero però venduti nel tempo ad altre industrie o chiusi definitivamente.
Tra questi, quello europeo che produceva autobus in Gran Bretagna venne venduto all'Iveco nel 1986, terminando la produzione del Ford Transcontinental e del Ford Cargo.
Negli USA la divisione che produceva autocarri pesanti venne venduta nel 1997 alla Freightliner Trucks, ora parte del gruppo Daimler AG con il nome Sterling.
In passato sono state realizzate anche delle autopompe per il corpo dei vigili del fuoco statunitensi.
All'inizio del XXI secolo restano in produzione autocarri e pick-up come gli F-150, F-250, F-350, F-650, F-750 e LCF, mentre in Europa viene prodotto il Transit nelle varianti minibus e pick-up. Altri mezzi da lavoro venduti in Europa sono il Ranger, pick-up di grandi dimensioni, e il Courier, piccolo furgone derivato dalla Fiesta.

### Bus
Nel recente passato Ford ha realizzato dei bus, ma al giorno d'oggi la compagnia occupa solo un ruolo secondario, producendo componenti. Nel Nord America il pianale E-Series è ancora utilizzato per i piccoli scuolabus e per l'F-650. Negli anni '80 e '90 il B700 fu un pianale molto usato dalle industrie costruttrici di scuolabus, ma, in seguito alle contrazioni del mercato, la Ford perse considerevoli quote che la portarono ad assumere ruoli sempre più secondari. In Europa il Transit Minibus viene venduto con 12, 15 o 17 posti.

### Trattori

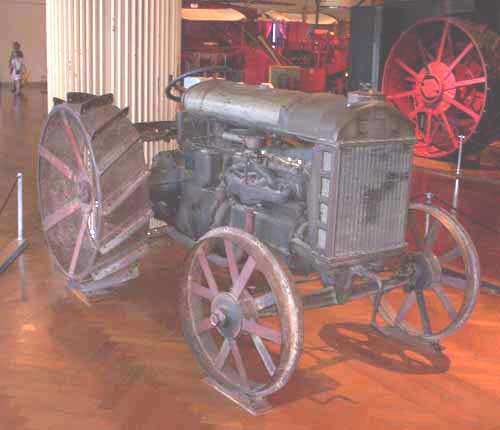
Fordson No.1

La divisione "Henry Ford and Son Company" iniziò la costruzione di trattori con il marchio Fordson a Springwells Township, oggi inglobata da Detroit e Dearborn. Successivamente la produzione venne spostata a Dearborn, nel Michigan, dal 1907 al 1928, poi a Cork, in Irlanda, dal 1919 al 1932, a Dagenham, in Inghilterra, dal 1933 al 1964 e, infine, a Basildon. I trattori Ford vennero prodotti anche a Leningrado nel 1924.
Nel 1986 espanse i propri confini, comprando alcuni brevetti della Sperry-New Holland sui meccanismi per la creazione delle balle di fieno e fondendosi in seguito con New Holland, formando la Ford-New Holland. Questa compagnia venne acquisita dal gruppo Fiat nel 1993 e il nome cambiò in New Holland. Oggi è parte della CNH Global, posseduta a sua volta per il 91% dal gruppo FIAT.

### Mezzi ad uso speciale

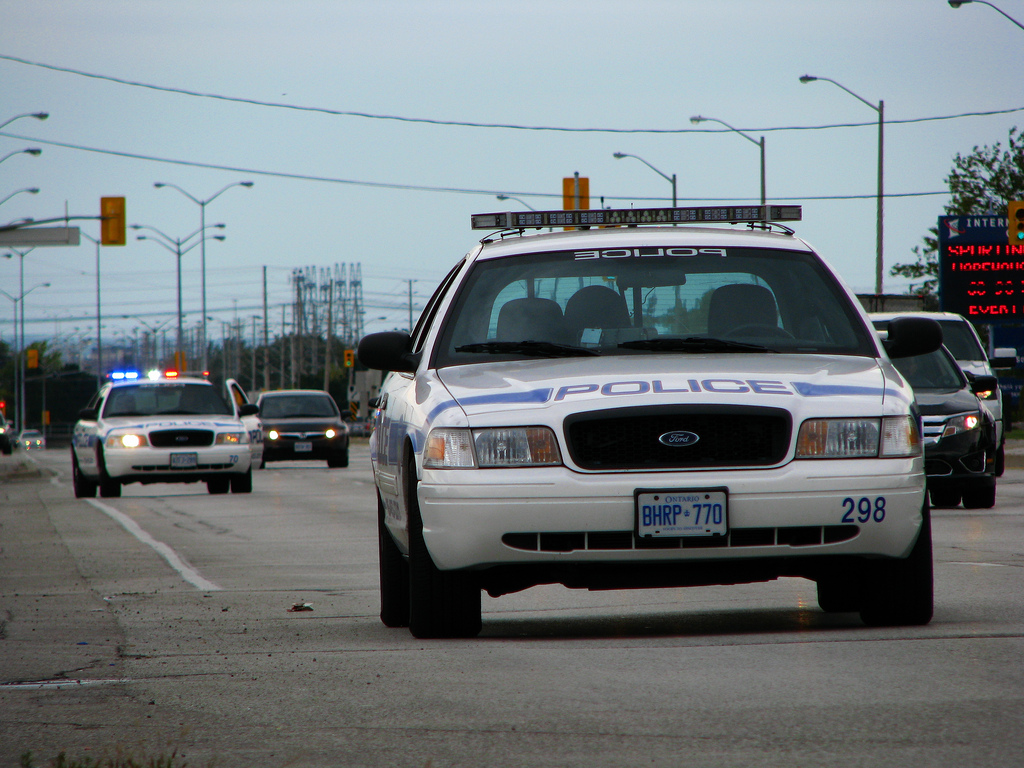
Crown Victoria Police Interceptor canadesi

Fin dal 1979 la Ford produce versioni delle sue berline full-size per la polizia nordamericana. Le prime furono le LTD, mentre dal 1983 al 1991 vennero costruite le LTD Crown Victoria, che subirono nell'arco della produzione dei piccoli aggiornamenti. A partire dal 1992 iniziò la produzione della Crown Victoria P71 Interceptor, che possedeva un design completamente diverso dalle versioni precedenti. Quest'ultima ottenne un ulteriore restyling nel 1998 e, in seguito, continui aggiornamenti. Il termine "Interceptor", in italiano "intercettore", è dovuto al fatto che la vettura viene tuttora utilizzata negli inseguimenti stradali statunitensi e molto spesso per gli speronamenti. La vettura è infatti dotata di una massa elevata e di un motore potente, che la rendono idonea a questo tipo di utilizzo. Un altro punto a favore sono i bassi costi di produzione, manutenzione e riparazione.
Nel 1973 la Ford costruì un'autopompa per il corpo dei vigili del fuoco statunitensi, ovvero la C-900.

## Competizioni sportive

### NASCAR

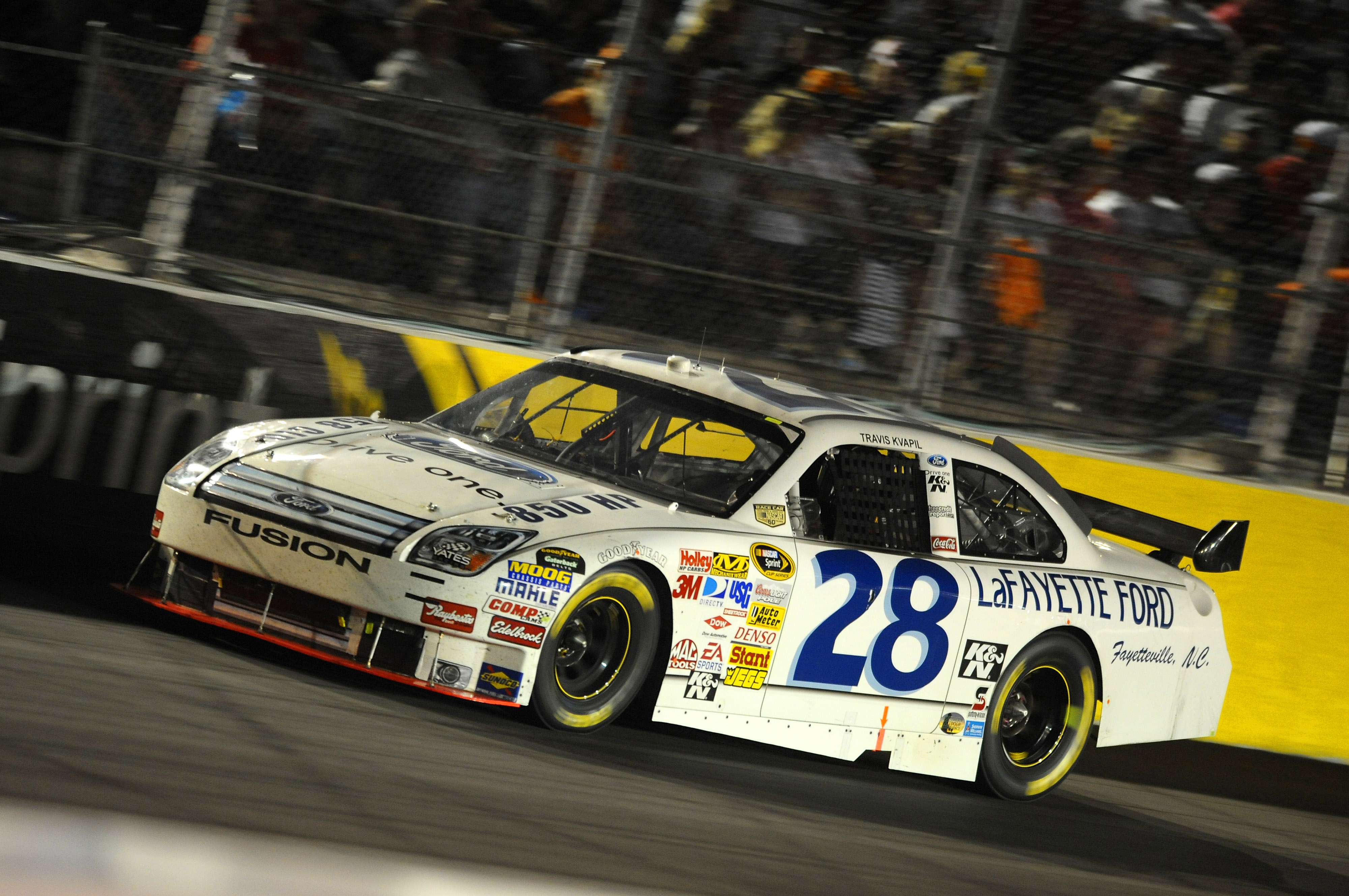
NASCAR Ford Fusion

La Ford è una delle quattro case automobilistiche principali nelle competizioni NASCAR più importanti, ovvero la NASCAR Cup Series, la NASCAR Xfinity Series e la NASCAR Craftsman Truck Series. Ford gareggia nelle prime due con la Mustang, mentre utilizza il pick-up F-150 nella terza. Nel passato, le vetture NASCAR dell'ovale blu più competitive furono la Torino, la Mercury Montego le varie Thunderbird e la Fusion. Nella Cup Series la casa di Dearborn ha vinto otto campionati costruttori, mentre la Mercury uno.

### Formula 1, IndyCar e Formula Ford

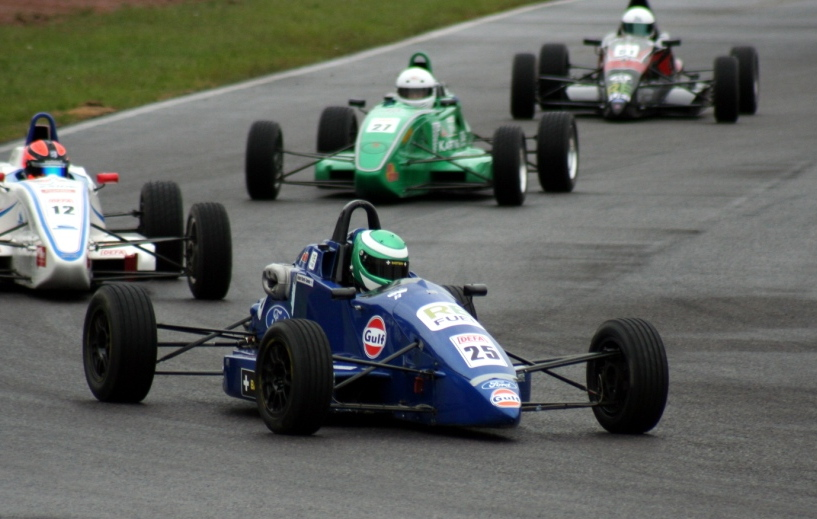
Formula Ford

La Ford è sempre stata intensamente coinvolta in Formula 1, producendo motori per molti team a partire dal 1967 fino al 2004. Tali motori erano interamente progettati e costruiti dalla Cosworth, la divisione sportiva controllata interamente dal gruppo dal 1998 al 2004. I motori Cosworth vinsero 176 Gran Premi dal 1967 al 2003 e vennero utilizzati da scuderie come la Lotus e la McLaren.
La partecipazione diretta in Formula 1 avvenne nel 2000 con il team Jaguar Racing, dopo aver acquisito la scuderia Stewart Grand Prix. Ma dopo cinque turbolente stagioni in cui non vennero totalizzati grandi successi, la Ford decise di abbandonare la competizione nel 2004 vendendo sia Jaguar Racing (che divenne Red Bull Racing) sia la Cosworth. Nel 2023 viene annunciato un ritorno di Ford in F1 a partire dalla stagione 2026, come partner della Red Bull.
Nella 500 Miglia di Indianapolis le IndyCar motorizzate Ford vinsero 17 volte dal 1965 al 1996.
La Formula Ford venne istituita nel 1966 nel Regno Unito come campionato per avviare i piloti nelle competizioni dedicate alle monoposto. Le vetture utilizzate in questo campionato hanno la classica impostazione con motore centrale-posteriore e ruote scoperte; sono però sprovviste di alettoni e montano degli pneumatici stradali.

### Rally

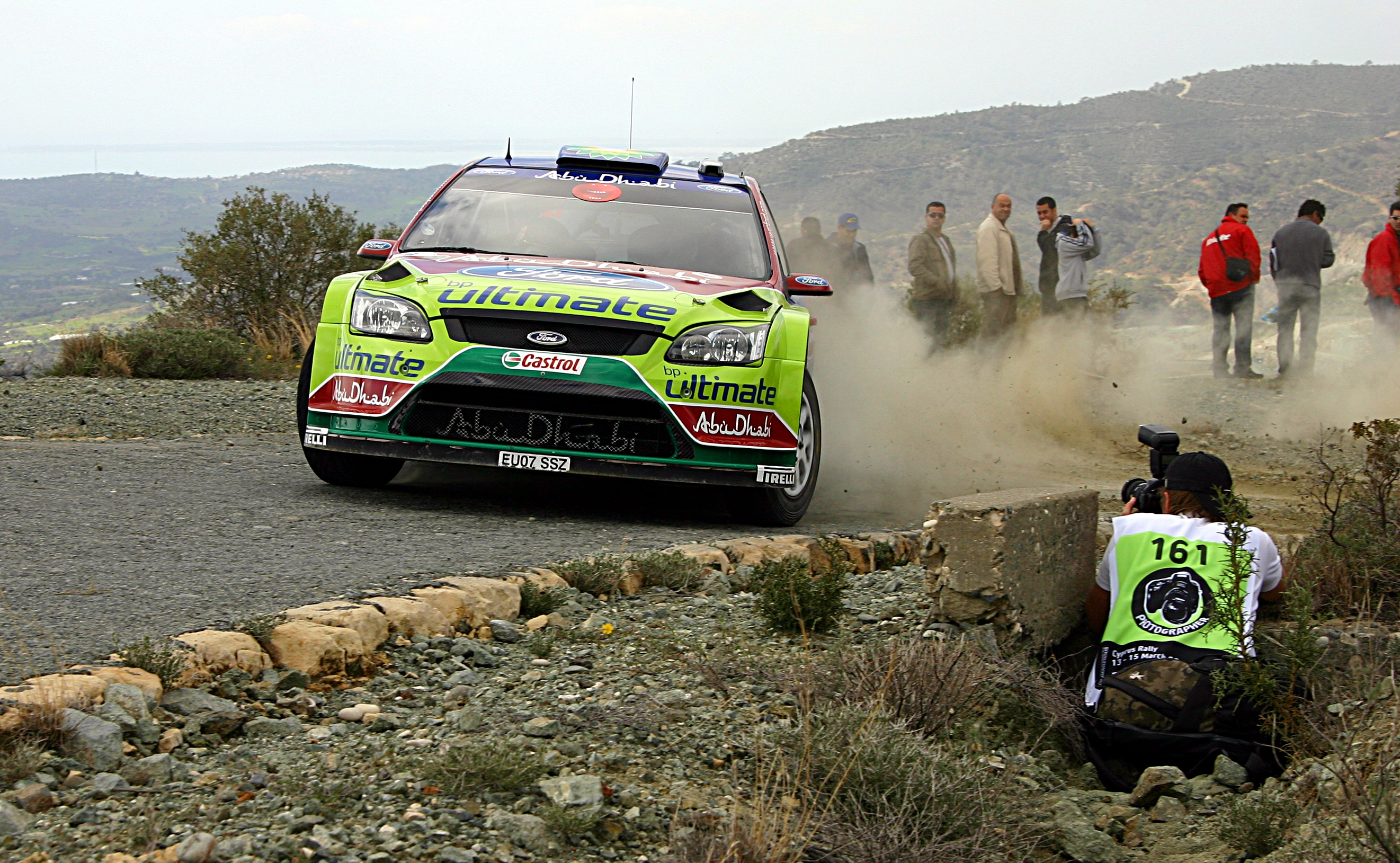
Ford Focus WRC 08

La partecipazione nel WRC avvenne fin dalla nascita di questo campionato, ovvero nel 1973. Venne vinto il campionato costruttori nel 1979 con Hannu Mikkola, Björn Waldegård e Ari Vatanen alla guida di una Ford Escort RS1800. Nel 1981, Vatanen vinse il campionato piloti a bordo della medesima vettura. Nel Gruppo B degli anni '80, la Ford ottenne poca fortuna sia con la RS200, sia con le varie evoluzioni della Sierra Cosworth.
L'esperienza si concluse dopo l'abolizione delle vetture Gruppo B, ritenute per certi versi letali sia per i piloti che per l'incolumità degli spettatori. Nella prima metà degli anni '90 alla Sierra seguirono la Escort RS Cosworth e la Escort WRC che ottennero discreti successi. Nella seconda metà degli anni '90, la Ford partecipò nella categoria Super 1600 con la piccola coupé Puma, mentre a partire dal 1999 incominciò ad essere utilizzata la Focus WRC.
Nei primi anni 2000, la casa partecipò nella categoria Super 2000 con una Fiesta. Nel 2006 vinse il suo secondo titolo del campionato costruttori con una Focus RS WRC 06 realizzata da M-Sport e pilotata da Marcus Grönholm e Mikko Hirvonen; tale risultato venne riconfermato l'anno successivo.
Nel 2009 è stata realizzata la nuova Fiesta S2000, basata sulla nuova generazione della vettura.
Quest'ultima è stata utilizzata anche per la Pikes Peak International Hillclimb, ma con meccanica completamente rivista e con un motore 2.0 cm³ capace di erogare 800 cv.
Nel 2011 debutta la nuova Fiesta WRC, mentre dal 2017, con l'arrivo del nuovo regolamento, viene utilizzata la nuova Fiesta, denominata Fiesta WRC plus. Con essa, gestita dal team M-Sport, Sébastien Ogier vince il titolo nel 2017 e nel 2018.

### Gran turismo

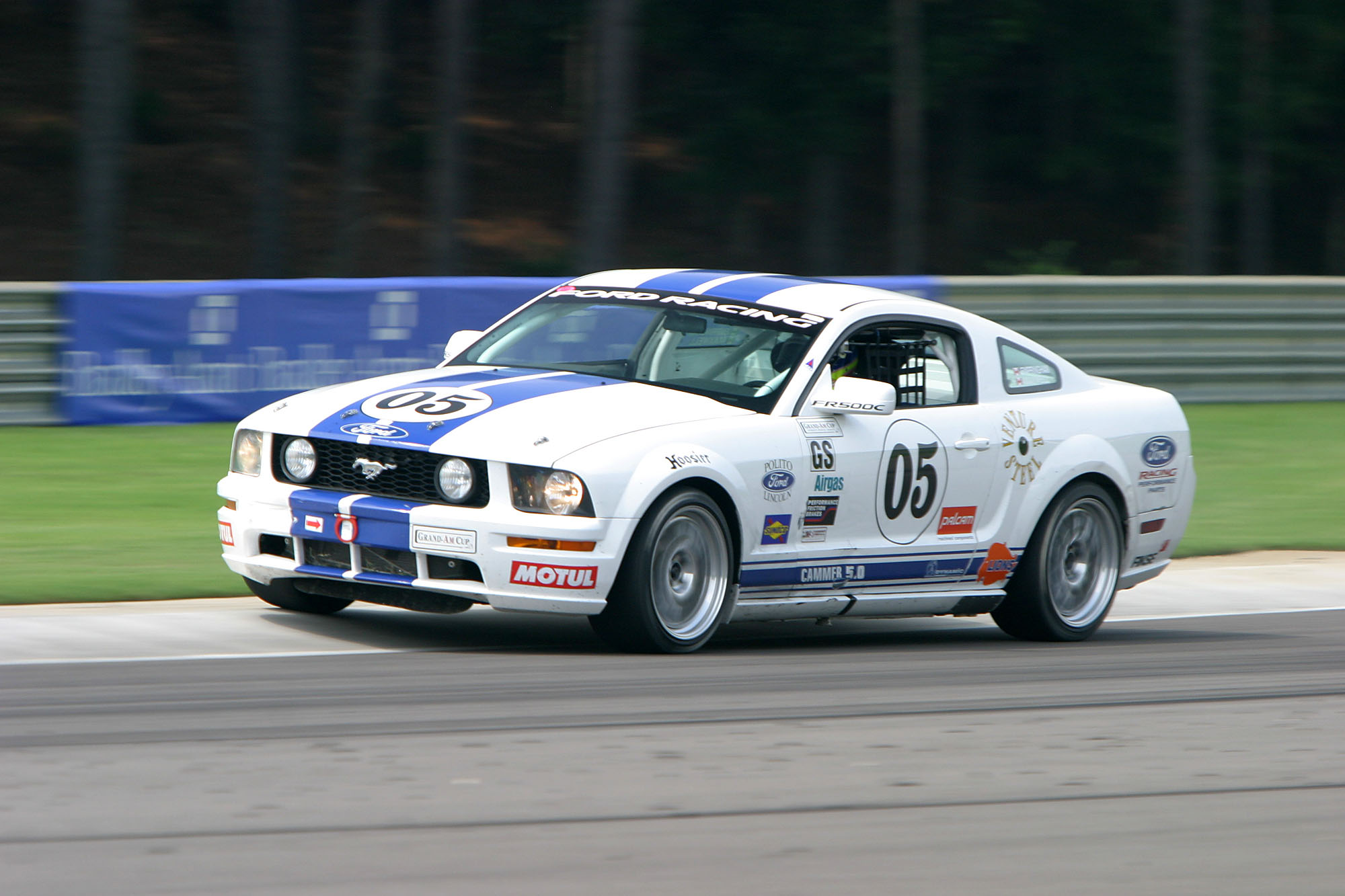
Mustang GT

La Mustang è stata la vettura di maggior successo nelle competizioni statunitensi. Con tale vettura Jerry Titus vinse l'edizione del 1965 del SCCA National Championship e successivamente Ford vinse anche l'SCCA Trans-Am Championship nel 1966 e 1967. Un'altra vittoria arrivò nel 1970 con i piloti Jones Parnelli e George Folmer alla guida di due Mustang Boss 302 della Bud Moore Engineering. Nel 1985 e nel 1986 le Mustang di John Jones e Scott Pruett vinsero l'IMSA GTO Championship, mentre un'altra vittoria arrivò nell'edizione del 1989 della Trans-Am con Dorsey Schrader. Negli anni '90 la Ford dominò quest'ultimo campionato con Tommy Kendal, che vinse le edizioni del 1993, 1995, 1996, e 1997, mentre Paul Gentilozi conquistò quella del 1999. Nel 2005 la Mustang FR500C vinse la Rolex Koni Challenge Series al suo debutto. Nel 2008 venne istituita la Miller Cup, un campionato monomarca con sole Mustang. Sempre nel 2008, Ford vinse il campionato costruttori della Koni Challenge Series, mentre i piloti Joe Foster e Steve Maxwell vinsero il campionato piloti a bordo delle Mustang GT.
Altre vetture GT sono state la Focus, la Falcon, la Sierra Cosworth e la Mondeo, la quale si è classificò numerose volte sul podio nell'edizione 2000 del British Touring Car Championship. La Ford Falcon ha invece conquistato il primo, secondo e terzo posto nel Supercars del 2005, nota competizione australiana.

### Le Mans e Sport Prototipi

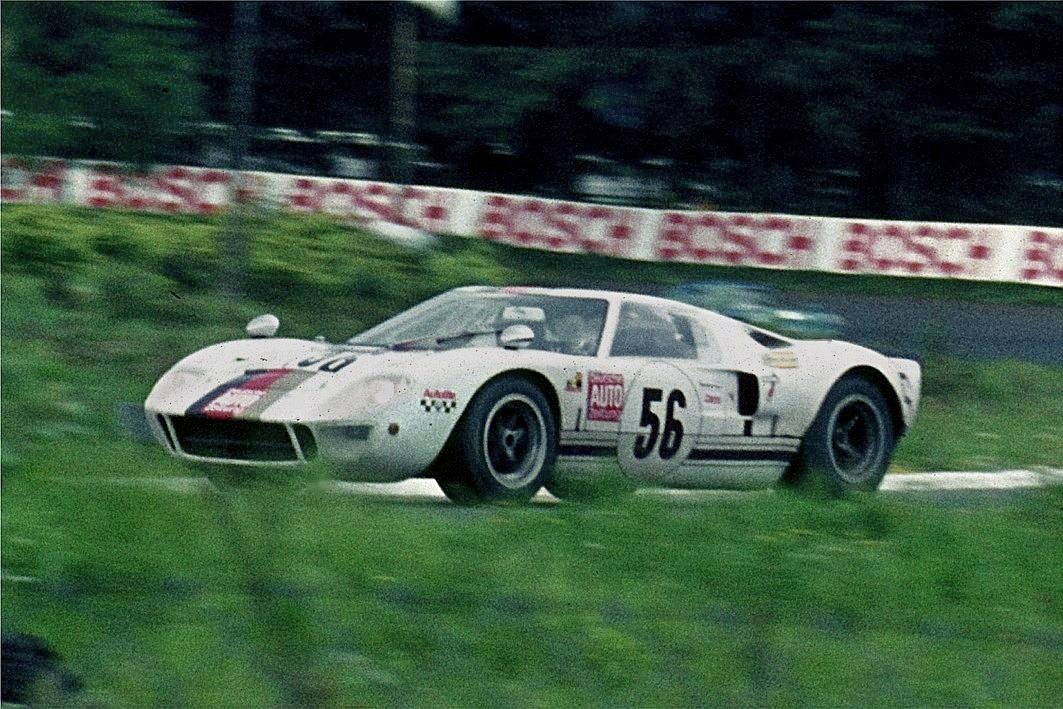
Ford GT40

All'inizio degli anni sessanta la Ford decise di dare lustro al marchio, che aveva a listino prodotti con un'immagine "popolare" (nell'accezione negativa del termine), impegnandosi nelle competizioni e nel 1962 appoggiò la scuderia di Carroll Shelby nelle gare statunitensi, dove il team manager texano aveva dimostrato di poter battere le Chevrolet Corvette vendute ai team privati dalla rivale General Motors, scontrandosi anche con la Scuderia Ferrari nelle gare statunitensi valevoli per il mondiale per vetture sport: l'ottima attenzione da parte della stampa di cui godeva la piccola e vincente azienda italiana era proprio quello a cui si mirava e per ridurre i costi si pensò di acquistare la piccola casa italiana e farne il "reparto corse" della Ford, anziché investire in ricerca e sviluppo di modelli da competizione. La trattativa proseguì spedita, ma Enzo Ferrari alla fine non riuscì ad ottenere la propria totale indipendenza nella condotta dell'attività sportiva e mise alla porta i dirigenti americani.
Dopo la rottura, la Ford decise di progettare un'auto ad alte prestazioni che fosse in grado di battere la Ferrari nelle gare e nel 1964 presentò la GT40, dando il via alla rivalità nota agli appassionati come guerra Ferrari-Ford e riuscendo a vincere la 24 Ore di Le Mans per quattro volte consecutive dal 1966 al 1969 e l'edizione del 1968 del Campionato Mondiale Sport Prototipi. Per quest'ultima competizione, vennero realizzate anche le P-68 e P-69.
Il team svizzero Matech GT Racing, in collaborazione con Ford Racing, ha aperto un nuovo capitolo con la più moderna GT, vincendo il titolo mondiale costruttori 2008 del Campionato Europeo FIA GT3.

### Formula Truck
Nel 1996 venne istituita in sud America la Fórmula Truck, competizione in cui partecipano solo trattori stradali da gara. Tra le case partecipanti, oltre alla Ford, si possono incontrare Scania, Iveco, Volvo, Mercedes-Benz e Volkswagen.

### Spec Racer Ford
Dal 1989 la Ford è fornitrice dei motori delle vetture che competono nel campionato Spec Racer Ford.

## Aerei

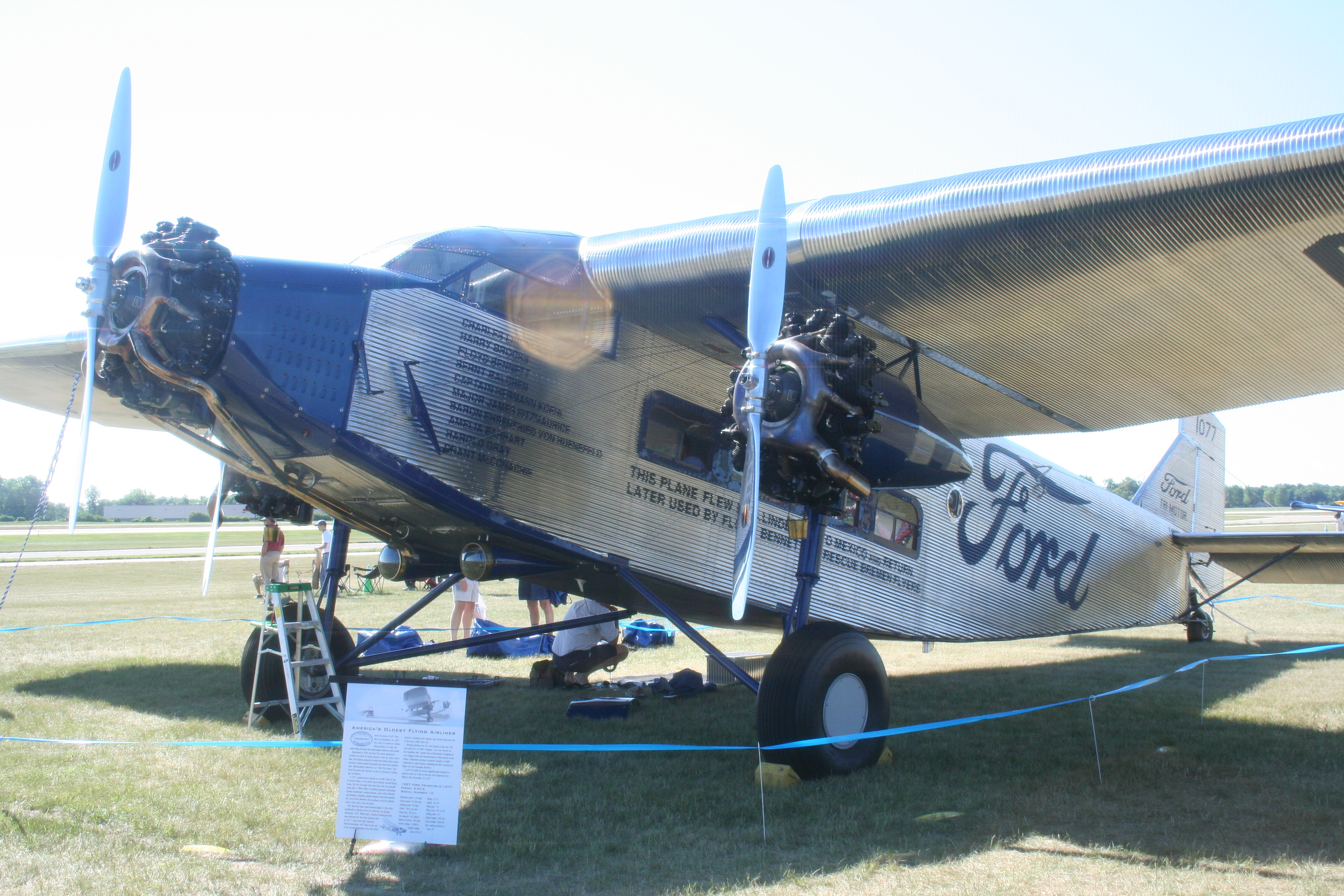
Ford Trimotor

Il Trimotor fu un aereo trimotore civile da trasporto, prodotto dal 1925 al 7 giugno 1933.
Costruito in 199 esemplari e in diverse versioni, presentava soluzioni tecniche d'avanguardia che gli consentirono di volare per anni.
Fu impiegato da varie compagnie aeree commerciali e venne adottato anche da operatori militari.
La Ford aiutò nella Seconda Guerra Mondiale la Consolidated Aircraft Corporation per la produzione del B-24, un bombardiere quadrimotore, che assieme al Boeing B-17 Flying Fortress rappresentò uno degli aerei di punta dell'aviazione statunitense. Il B-24 venne costruito in diversi impianti, tra cui quello di Willow Run appartenente all'ovale blu. In quest'ultimo si raggiunse nel 1944 il picco di produzione di un aereo all'ora, per un totale di 650 esemplari al mese.

## Loghi

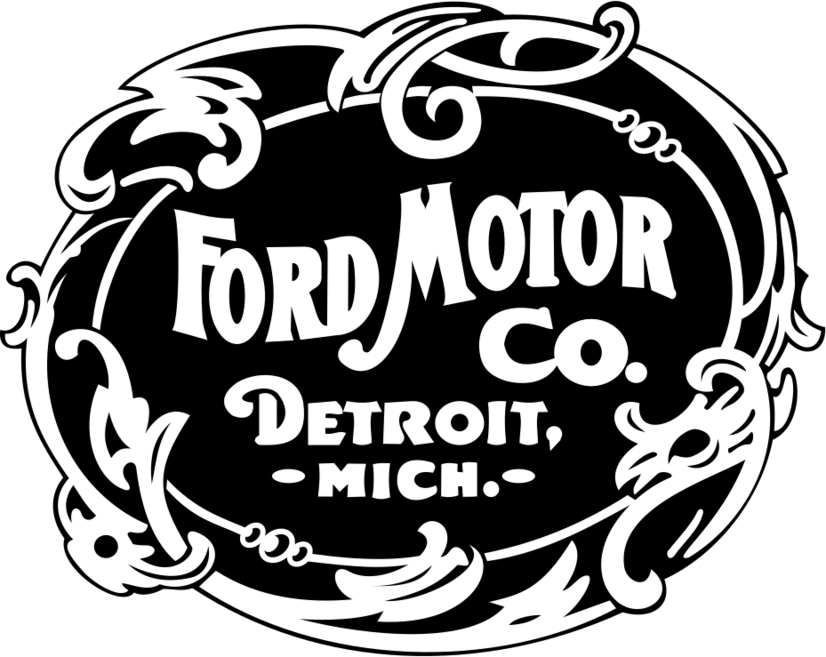
1903 - 1907
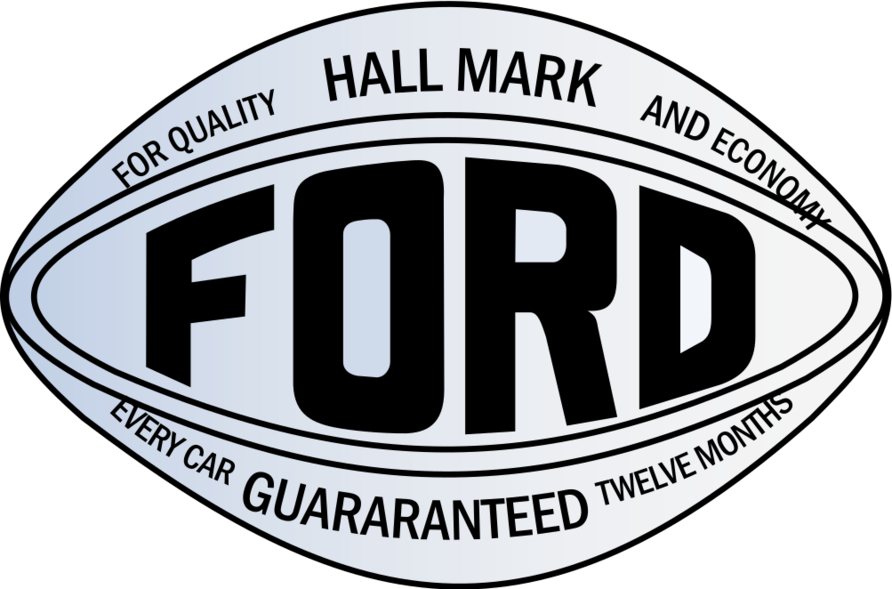
1907 - 1909
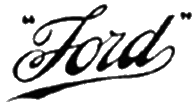
1909 - 1911
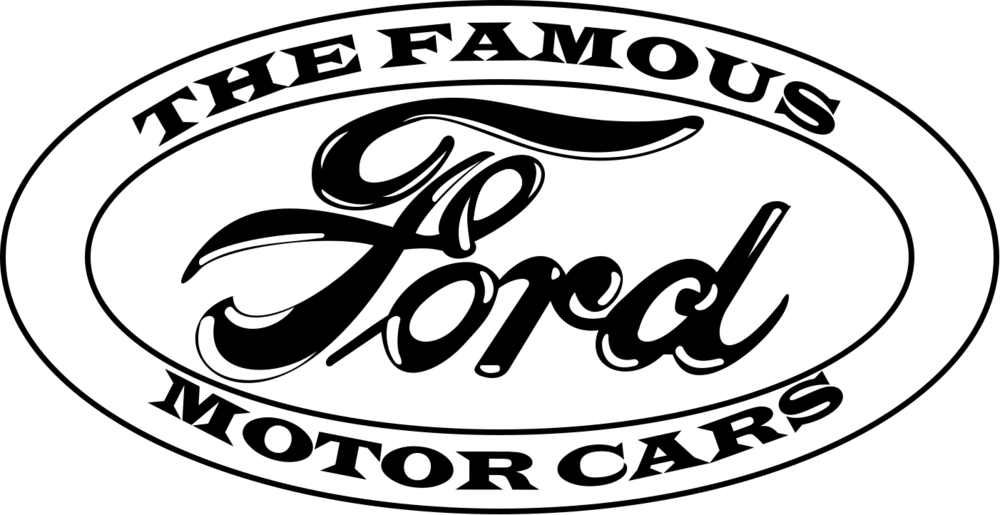
1911 - 1912
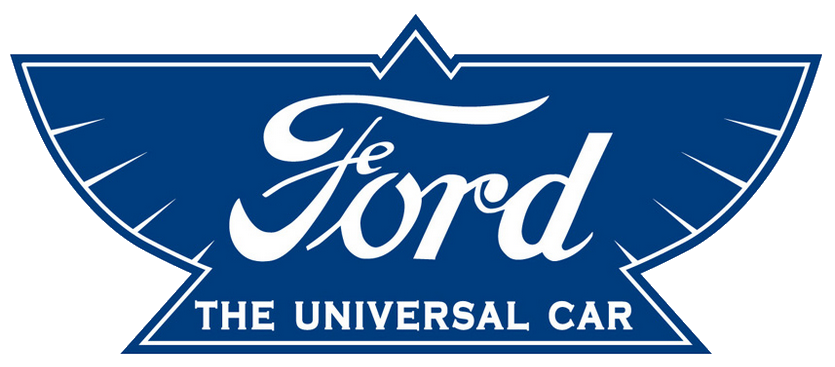
1912 - 1917
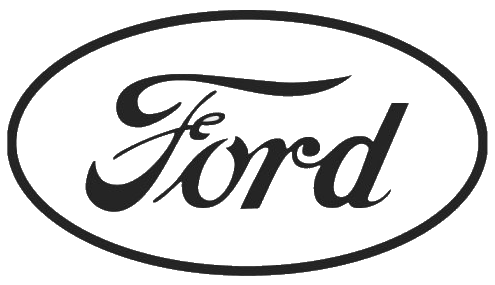
1917 - 1927
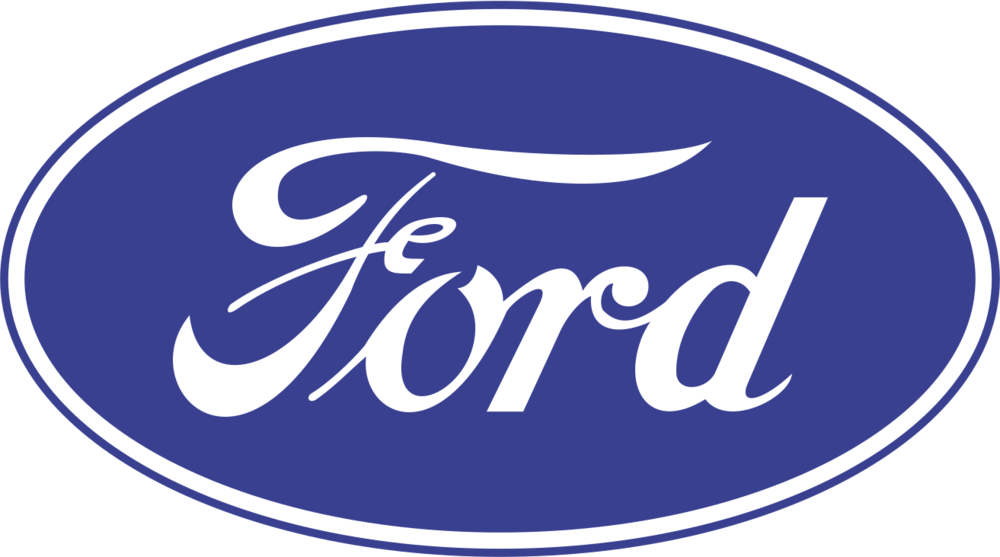
1927-1957
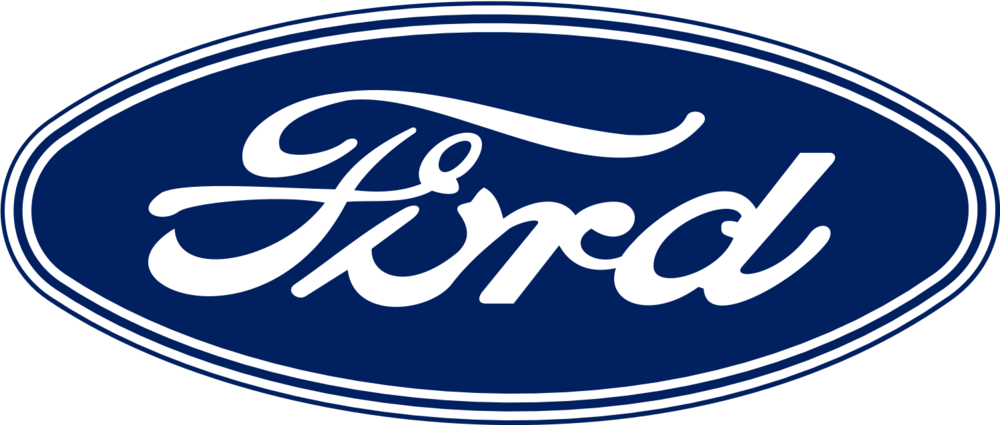
1961 - 1965
1976 - 2003
2003 - 2008
Dal 2008